# Franziskus Joel
Franziskus Joel, auch: Franz Joël, Joell (* 1. September 1508 in Szöllös bei Sopron; † 20. Oktober 1579 in Greifswald) war ein ungarischer Pharmakologe und Mediziner.

## Leben
Der Sohn eines Schmiedes hatte seine erste Bildung an der Schule seiner Vaterstadt erworben. Nachdem er weitere Schulen in Olmütz und Wien besucht hatte, nahm er 1526 eine Lehre als Apotheker in Wiener Neustadt auf. 1538 bezog er die Universität Leipzig, wo er die Vorlesungen von Heinrich Stromer besuchte. Er wechselte an die Universität Wittenberg, wo er vor allem Melchior Fend hörte und sich besonders mit der Arzneimittellehre sowie der Heilkunde beschäftigte. In Wittenberg hörte er auch die Predigten von Martin Luther und wurde ein begeisterter Anhänger der Reformation.
Nachdem er kurz als Mediziner in Berlin gewirkt hatte, wurde er von Albrecht VII. von Mecklenburg als Hofapotheker nach Güstrow bestellt, wo er unter anderem 1543 seine Frau Barbara († 1561), die Tochter des Münzmeisters Andreas Schacht, heiratete. Bald darauf ging er als Apotheker und Stadtphysikus nach Stralsund, wurde aber in die theologischen Streitigkeiten verwickelt die das Augsburger Interim mit sich brachten. Daher ging er 1549 nach Greifswald, gründete hier 1551 die Ratsapotheke und erwarb 1555 an der Universität Rostock den Grad eines Lizentiaten der Medizin.
Seit 1559 war er Professor der Medizin an der Universität Greifswald und wurde in dieser Funktion 1567 und 1576 deren Rektor.
Aus erster Ehe gingen zwölf Kinder hervor, wovon die Mehrzahl vor ihm starb. Seine zweite Ehe hatte er 1562 mit Katharina Tremel geschlossen, die aus altem Stralsunder Geschlecht stammte. Aus dieser Ehe sind zwei Söhne und eine Tochter hervorgegangen. Seine zweite Frau heiratete nach seinem Tod den Greifswalder Rektor Lukas Taccius.
Er wurde in der Stralsunder Nikolaikirche beigesetzt. Nach seinem Tod veröffentlichten sein Sohn (1564–1601) und sein Enkel (1595–1631) mit gleichen Namen die von ihm geschaffene Opera medica, welches sein Hauptwerk darstellt.
Zwei Söhne des Enkels Franz Joel III., Franz und Philipp Joachim, traten in schwedische Dienste, wurden unter dem Namen von Örnestedt geadelt und erlangten hohe Staatsämter.

## Werkauswahl
- De Paracelsicis quaestionibus, 1571
- Methodus medendi
- Wundarznei, Nürnberg 1680
- Liber experimentorum
- Pharmacopoea Lubecensis
- De morbis hyperphysitis ei rebus magicis, Rostock 1580, 1599
- Opera medica, 6. Bände 1616–1631, Hamburg / Lüneburg / Rostock, 1701 Amsterdam